# XV Korpus Armijny (Hiszpania)

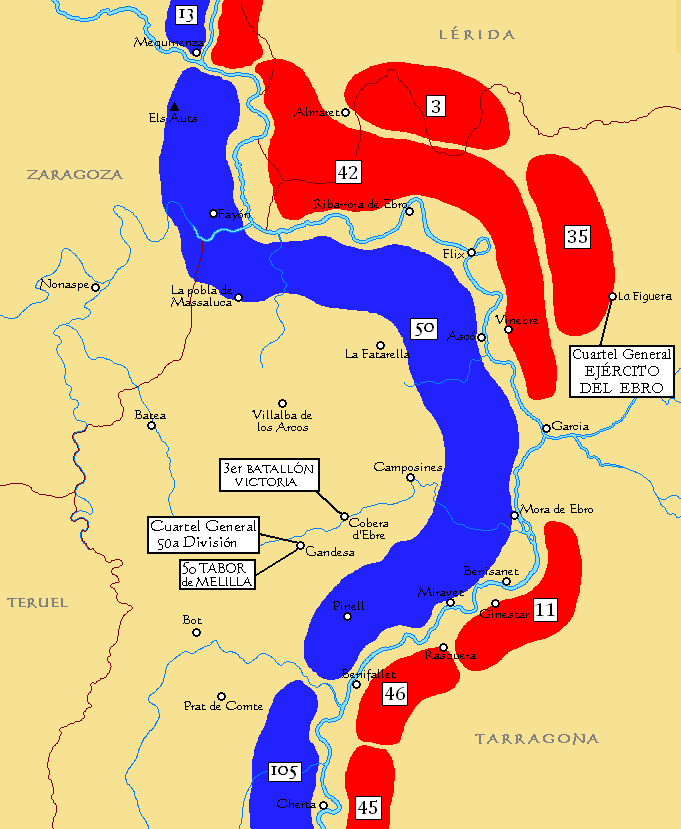
Rozmieszczenie: 3, 35 i 42 Dywizji XV Korpusu Armijnego w czasie bitwy nad Ebro

XV Korpus Armijny” (hiszp. XV Cuerpo de Ejército) – hiszpański związek taktyczny z okresu wojny domowej.
XV Korpus Armijny (XV KA) sformowany został w 1938 roku. W czasie w bitwie nad Ebro wchodził w skład Armii Ebro. XV KA zakończył szlak bojowy po przekroczeniu 5-10 lutego 1939 roku granicy hiszpańsko-francuskiej, podobnie jak Armia Ebro. Z polecenia władz francuskich żołnierze XV KA zostali rozbrojeni i internowani. 

## Dowództwo korpusu
Dowódca:
- ppłk Manuel Tagüeña[2]

Komisarz polityczny:
- José Fusimaña

Szef sztabu:
- ppłk Luis Guyon

## Struktura organizacyjna
W czasie bitwy nad Ebro:
- 3 Dywizja, dowódca: mjr Domingo Garcia[2]
  - 31 Brygada
  - 33 Brygada
  - 60 Brygada
- 35 Dywizja, dowódca: ppłk Pedro Mateo Merino[4]
  - XI Brygada Międzynarodowa
  - XIII Brygada Międzynarodowa
  - XV Brygada Międzynarodowa
- 42 Dywizja, dowódca: mjr Manuel Alvarez[5]
  - 59 Brygada
  - 226 Brygada
  - 227 Brygada